# George Phillips Bond
George Phillips Bond (1825-1865), astronom american pionier al astronomiei fotografiate. Împreună cu tatăl său, William Cranch Bond, au înființat Observatorul astronomic de la Harvard, Harvard College Observatory, unul dintre cele mai importante centre astronomice din Statele Unite.
George Bond s-a născut la Dorchester în 20 mai 1825 (după unele date 1826), Massachusetts și a studiat la Universitatea Harvard. După moartea tatălui său, în 1859 a devenit directorul observatorului de la Harvard.
A folosit fotografia în astronomie pentru a calcula exact poziția corpurilor cerești și magnitudinea stelelor. A făcut prima fotografie a unei stele (Vega) în 1850 de asemenea a fotografiat suprafața Lunii și a fost primul care a fotografiat o stea binară (Mizar), în 1857.
În 1848, în timp ce lucra cu tatăl său a descoperit Hyperion, al optelea satelit a lui Saturn și inelul C.
Lucrând la Observatorul Harvard (al cărui director a devenit după deceseul tatălui său), a studiat planeta Saturn și Nebuloasa Orion și a descoperit numeroase comete la care le-a calculat și orbita.
De asemenea, a publicat lucrări asupra perturbațiilor orbitelor cometelor și asupra constituției inelului lui Saturn.
În 1858, s-a remarcat și printr-un memoriu asupra cometei Donati.
A fost premiat cu medalia de aur la Societatea Astronomică Regală în 1865.
Craterul G. Bond de pe Lună îi poartă numele, la fel și craterul Bond de pe Marte.